# منتخب إيطاليا للكريكت
منتخب إيطاليا الوطني للكريكت (بالإيطالية: Nazionale di cricket dell'Italia) هو ممثل إيطاليا الرسمي في المنافسات الدولية في الكريكت .